# Rheumaptera infuscata
Rheumaptera infuscata är en fjärilsart som beskrevs av Hans Rebel 1910. Rheumaptera infuscata ingår i släktet Rheumaptera och familjen mätare. Inga underarter finns listade.